# Aeropuerto Internacional Valle del Conlara
El Aeropuerto Internacional Valle del Conlara (IATA: RLO - OACI: SAOS - FAA: SRC) es un aeropuerto que se encuentra
 ubicado en el Valle del Conlara en la localidad de Santa Rosa del Conlara, 18 km al sudoeste de Merlo, y a 50 km de Villa Dolores.
Fue inaugurado en diciembre de 2001. Cuenta con terminal, una manga de embarque y una pista de hormigón de 2550 m de largo y 45 de ancho. Se ubica a un costado de la Ruta Provincial 55 y su predio ocupa 400 ha.  A fines del 2013, recibió una autobomba de última generación. Esto permitió que el aeropuerto ascienda a la categoría 5 de la OACI. En 2014 comenzó las obras para ampliar su capacidad operativa.
En septiembre de 2022 se anunció que el Aeropuerto recibirá vuelos regulares de Aerolíneas Argentinas. 
El 30 de noviembre de 2022 a través del Decreto 796/2022 el Aeropuerto Internacional Valle del Conlara de la provincia de San Luis pasó a formar parte del Sistema Nacional de Aeropuertos.

### Identificación y categoría
Denominación: SAOS
Categoría: Primera categoría – público controlado – Aeropuerto Internacional “a requerimiento”
Concesionado: No
Explotador: Ente de Desarrollo Aeronáutico San Luis (EDA)

### Ubicación geográfica
Posición satelital: 32°23′04″ S, 65°11′09″ W
Distancia: 4,5 km SSE de Santa Rosa del Conlara
Elevación: 616 m s. n. m. (2 021 ft)

### Pistas
| Dirección | Dimensiones (m) | Superficie | Capacidad de carga       |
| --------- | --------------- | ---------- | ------------------------ |
| 02/20     | 2 550 × 45      | Hormigón   | 63 t/2, 110 t/4, 170 t/5 |

ILE RWY: iluminación y balizamiento

### Servicios de comunicaciones y ayudas a la navegación
- ATS:
  - Principal 119,95 MHz
  - Auxiliar 118,85 MHz
  - Emergencias 121,50 MHz
- A/G:
  - Principal 122,10 MHz
  - Auxiliar 122,65 MHz
- Radioayudas: VOR/DME SRC 117,5 MHz (32°22′25″ S, 65°11′00″ W, canal 122)

### Servicios aeroportuarios y combustible
- Combustible JET A-1 disponible [10]
- Bomberos aeroportuarios

- Servicio Nacional de Manejo del Fuego (SNMF) [11]
- Sanidad aeroportuaria
- Control fitosanitario (SENASA)

- Policía de Seguridad Aeroportuaria (PSA) [12][13]Unidad Regional de Seguridad Aeroportuaria II Centro
- Aduanas y Migraciones
- Asistencia de la Fuerza Aérea Argentina
- Servicio Meteorológico

### Obstáculos y espacio aéreo
- Obstáculo destacado: antena telefónica con iluminación a 2 187 ft (32°20′05″ S, 65°12′05″ W)
- TMA: arco de 12 NM
  - Desde radial 030 pasando por 090 hasta 120 (nivel mínimo utilizable FL120)
  - Desde radial 120 pasando por 140 hasta 170 (nivel mínimo utilizable FL085)

### Horario de servicio
08:00 a 15:00 (local)

## Operaciones y formación

Bell 407GX para operaciones anti-incendio

Recibió vuelos regulares de Southern Winds y Baires Fly, así como de Sol Líneas Aéreas desde Buenos Aires durante la temporada de verano.
Actualmente la mayor parte del tráfico corresponde a vuelos de instrucción con aeronaves Cessna 152 y 172, además de vuelos chárter, ejecutivos, privados y deportivos.
Desde 2015 funciona en el predio el Centro de Instrucción de Vuelo del EDA San Luis, que dicta cursos de Piloto Privado y Piloto Comercial, con prácticas de vuelo y formación teórica presencial y virtual.
En el área de hangares opera el Centro de Mantenimiento Aeronáutico Valle del Conlara .
En septiembre de 2022 se anunció el inicio de vuelos regulares de Aerolíneas Argentinas desde Aeroparque Jorge Newbery.
El gobernador Alberto Rodríguez Saá anunció el primer vuelo internacional entre el Aeropuerto Valle del Conlara y Santiago de Chile, que operó Sky Airline a partir del 25 de mayo de 2023 con retorno tres días después. La presentación se realizó en Santa Rosa del Conlara con autoridades y empresarios turísticos, y se destacó el impulso que esa conexión brindó al turismo y al desarrollo regional.

El Servicio Nacional de Manejo del Fuego (SNMF) está ubicado en el predio del Aeropuerto del Valle del Conlara y contiene equipamientos de primer nivel para reaccionar ante emergencias ígneas.
El Servicio Nacional de Manejo del Fuego (SNMF) trabaja a demanda de todas las provincias que lo requieran. Esta base operativa es una de las tres que el organismo tiene en el país y está ubicada estratégicamente en la región central. El SNMF no solo participa en el combate de incendios, sino que también brinda apoyo logístico. La labor es permanente, abarcando la prevención, la intervención y el acompañamiento en la fase posterior al incendio. 

## Ubicación e historia
El Aeropuerto Internacional Valle del Conlara está ubicado en la localidad de Santa Rosa del Conlara, provincia de San Luis, Argentina, a 18 km al sudoeste de Merlo. Fue inaugurado en diciembre de 2001, con el objetivo de potenciar la conectividad aérea del norte puntano y servir como puerta de entrada a la región conocida como Costa de los Comechingones.

## Infraestructura y servicios
La terminal aérea cuenta con instalaciones modernas y adaptadas tanto para vuelos de cabotaje como internacionales. Entre los servicios que ofrece se destacan:
| Servicio                       | Descripción                                                               |
| ------------------------------ | ------------------------------------------------------------------------- |
| Sala de preembarque            | Espacio climatizado para embarque de vuelos de cabotaje e internacionales |
| Cintas transportadoras         | Sistema de manejo de equipaje con carousel automático                     |
| Mostradores de check-in y hall | Área de atención al pasajero y espera                                     |
| Sala vip y bufé                | Zona exclusiva con cáterin para pasajeros de categorías superiores        |
| Oficinas administrativas       | Espacios para operativos y gestión del aeropuerto                         |
| Servicios de sanidad y baños   | Sanitarios distribuidos en cada sector                                    |

Estas comodidades facilitan el tránsito y la experiencia de viajeros y tripulación, consolidando al aeropuerto como punto estratégico para la región.

## Conectividad aérea
Actualmente ofrece vuelos regulares a Buenos Aires (Aeroparque Jorge Newbery, AEP), operados por Aerolíneas Argentinas los días jueves y domingos, con una capacidad promedio de 80 pasajeros por vuelo. Esta frecuencia convierte al Valle del Conlara en la conexión aérea más cercana para Merlo y localidades vecinas como Villa Dolores, reduciendo tiempos de viaje y estimulando la afluencia turística y de negocios.
Arribos
Aeropuertos mas cercanos:
| Aeropuerto                       | Código (IATA/ICAO) | Distancia (km) | Rating |
| V Brigada Aérea - Villa Reynolds | — / SAOR           | 75             | N/D    |
| Río Cuarto                       | RCU / SAOC         | 116            | 61 %   |
| San Luis                         | LUQ / SAOU         | 147            | 67 %   |
| Córdoba                          | COR / SACO         | 150            | 79 %   |
| San Juan                         | UAQ / SANU         | 318            | 54 %   |
| Mendoza                          | MDZ / SAME         | 342            | 75 %   |
| La Rioja                         | IRJ / SANL         | 368            | 57 %   |
| Rafaela                          | RAF / SAFR         | 369            | N/D    |
| Sunchales                        | NCJ / SAFS         | 381            | N/D    |
| San Rafael                       | AFA / SAMR         | 386            | 67 %   |
| Rosario                          | ROS / SAAR         | 416            | 66 %   |

## Formación aeronáutica y Académica
El Centro de Instrucción de Vuelo Valle del Conlara (Escuela Habilitada ANAC, Legajo: 3131, 8121, Tipo: CIAC III, Escuela de Vuelo, Escuela Teórica) funciona en el predio del aeropuerto regional y se ha posicionado como referente nacional en la formación de pilotos. Su oferta educativa abarca desde cursos de iniciación, donde se imparten nociones básicas de aerodinámica y navegación, hasta programas avanzados de piloto privado e instrumental, todos con prácticas de vuelo real en aeronaves Cessna y Tecnam. Gracias a un plantel de instructores certificados por ANAC, simuladores de última generación y un modelo híbrido de clases virtuales y presenciales, los estudiantes cuentan con un entorno de aprendizaje completo. El campus ofrece, además, alojamiento para quienes provienen de otras provincias, lo que refuerza el papel de la región como un verdadero polo de desarrollo aeronáutico en el interior del país.
A esta oferta se suman la Universidad Provincial de Oficios (UPrO), con su sede central en Villa Mercedes y recientemente inaugurada extensión en Merlo , es la única de su tipo en Latinoamérica y se distingue por su enfoque práctico ligado al sector productivo, y la Universidad Nacional Los Comechingones "Uni de Merlo" 
En cercanía a la Villa de Merlo nos encontramos con la Universidad Nacional de Villa Mercedes (UnViMe) , que aporta más de veinte carreras de grado y posgrado, tanto presenciales como a distancia, orientadas al desarrollo regional; la Universidad Nacional de San Luis (UNSL)  que extiende su presencia a través de ocho facultades en diversos campus; y la Universidad Nacional de Río Cuarto (UNRC)  que brinda sólidas propuestas de investigación científica y tecnológica. Juntas, estas casas de estudio mejoran las condiciones locales y consolidan el desarrollo Regional.

## Potencial turístico Costa de los Comechingones

La integración del aeropuerto en el circuito turístico de la Costa de los Comechingones cobra especial relevancia por su proximidad a los principales atractivos naturales y culturales de la región, tales como: Villa de Merlo, Carpintería, Los Molles, Cortaderas, Villa Larca, Papagayos, Villa del Carmen, Dique Piscu Yaco, Chorro San Ignacio, Algarrobo Abuelo, Monasterio de Belén, Siete Saltos, Quebrada Villa Elena, Miradores del Sol, del Filo y del Tala Caído, Reserva Mogote Bayo, Puente Colgante, Filo Serrano, Casa del Poeta y Posta Portezuelo

MAPAS CONEXION-Valle del Conlara

Posiciona al aeropuerto como una plataforma de llegada para quienes buscan experiencias de naturaleza, aventura y cultura local.
Villa de Merlo lidera el ranking de Calidad Ambiental junto al departamento Junín, y se ubica dentro del selecto grupo del 5% de las ciudades con mejor calidad de vida; y, el primero en calidad ambiental de Argentina. Merlo en las Sierras de los Comechingones es uno de los 3 microclimas más importantes del mundo luego de Suiza y algunas zonas de la costa Californiana en los Estados Unidos.

## Impacto socioeconómico
La operatividad del aeropuerto ha generado diversos beneficios para la región, entre los que se incluyen:
- Mejora de la conectividad aérea para pasajeros y carga, atrayendo inversiones y facilitando el comercio regional.
- Incremento del flujo turístico, diversificando la oferta y prolongando la estadía de visitantes.
- Creación de empleo directo e indirecto en el aeropuerto, agencias de viajes, servicios de transporte y alojamiento.
- Fortalecimiento del sector educativo aeronáutico mediante la formación de pilotos y técnicos.
- Aumento de operaciones privadas (más de 15 vuelos mensuales), consolidando al aeropuerto como opción para aviación ejecutiva y recreativa.

Estos factores han contribuido al desarrollo económico y social de Santa Rosa del Conlara y localidades circundantes, posicionando a la provincia de San Luis como destino emergente en el mapa turístico y logístico nacional.

## Destino Nacional
| Aerolíneas            | Destinos                |
| --------------------- | ----------------------- |
| Aerolíneas Argentinas | Buenos Aires-Aeroparque |

## Destinos y empresas actuales
| Aerolíneas               | Destinos                |
| ------------------------ | ----------------------- |
| Líneas Aéreas del Estado | Buenos Aires-Aeroparque |
| Aerolíneas Argentinas    | Buenos Aires-Aeroparque |